# Cap Marigot
Pour les articles homonymes, voir Marigot.
Cap Marigot ou Marigot Point est un cap de Sainte-Lucie situé à Marigot Bay dans le district de Castries.

## Lien externe

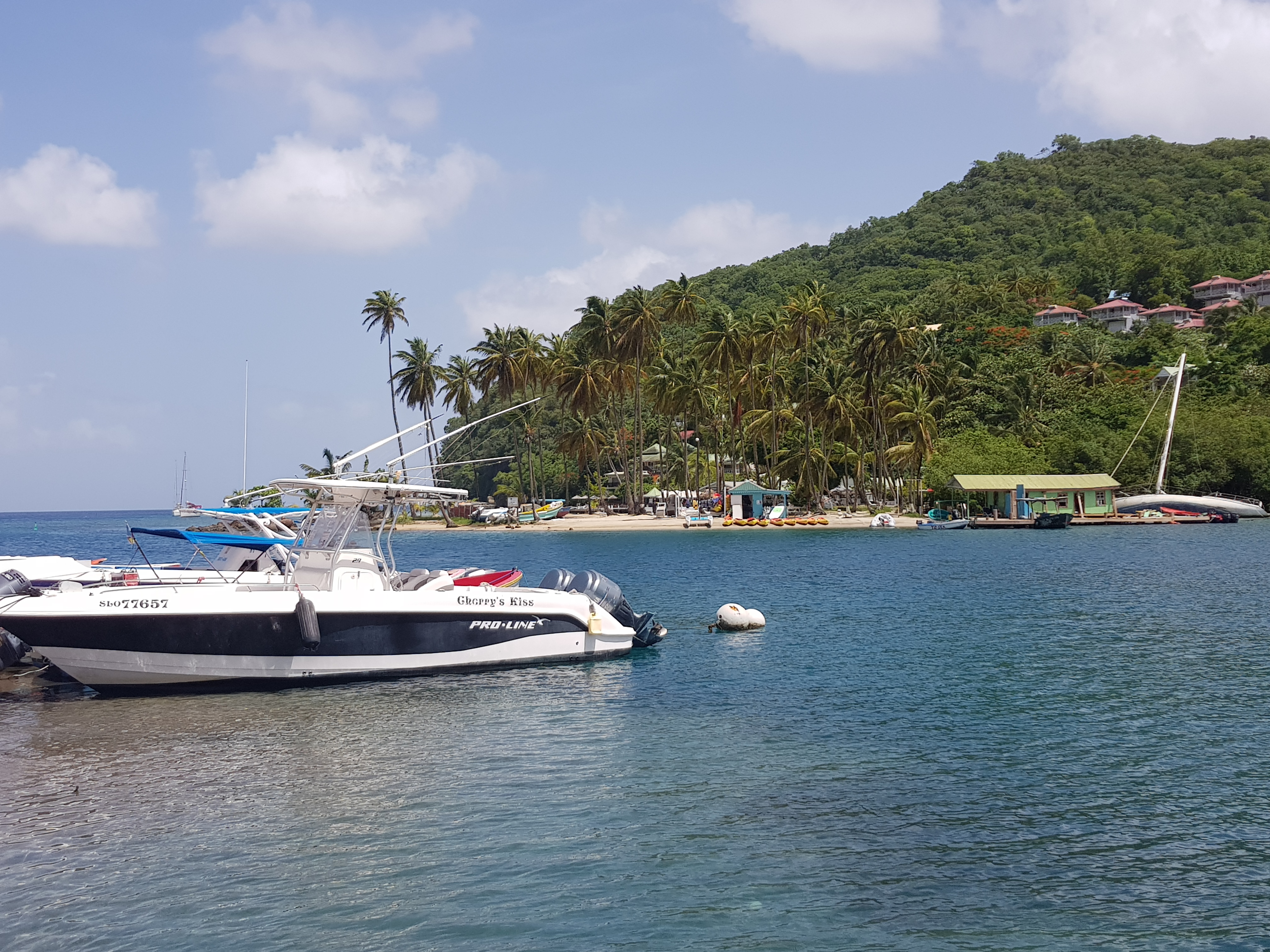
Marigot Bay et vue sur cap Marigot qui forme la plage de Marigot.
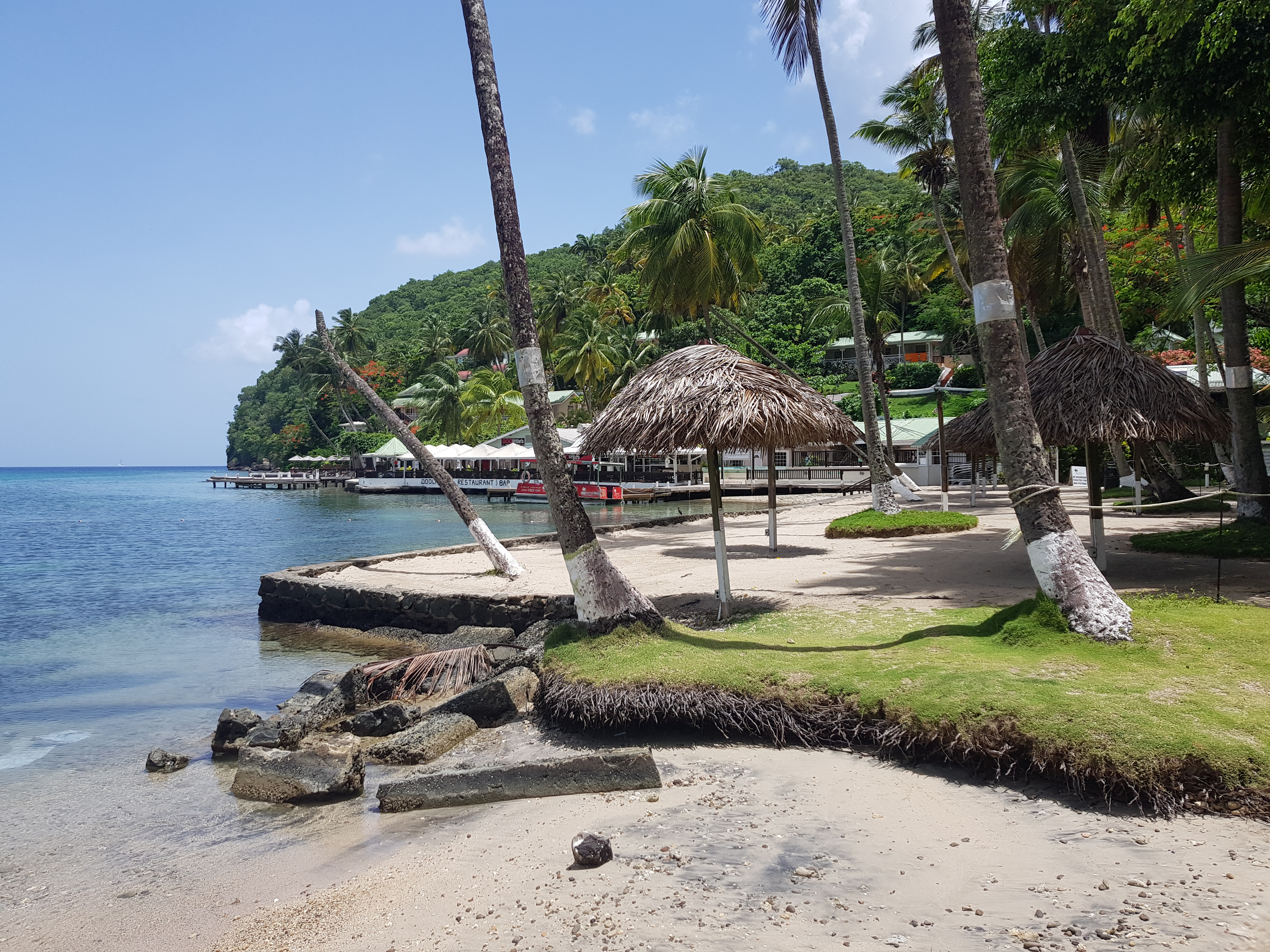
Plage de Marigot Bay (accessible uniquement en bateau).